# Bridges to Bremen
Bridges to Bremen je koncertní album britské rockové skupiny The Rolling Stones, které vyšlo v roce 2019. Album bylo nahráváno na koncertu v Brémách v Německu v rámci světového turné Bridges to Babylon Tour v roce 1998.

## Seznam skladeb
| Pořadí | Skladba                                   | Délka |
| ------ | ----------------------------------------- | ----- |
| 1.     | "(I Can't Get No) Satisfaction"           | 5:09  |
| 2.     | "Let's Spend The Night Together"          | 4:35  |
| 3.     | "Flip The Switch"                         | 4:34  |
| 4.     | "Gimme Shelter"                           | 6:44  |
| 5.     | "Anybody Seen My Baby?"                   | 5:19  |
| 6.     | "Paint It Black"                          | 5:05  |
| 7.     | "Saint Of Me"                             | 6:55  |
| 8.     | "Out Of Control"                          | 8:17  |
| 9.     | "Memory Motel"                            | 6:20  |
| 10.    | "Miss You"                                | 16:22 |
| 11.    | "Thief In The Night"                      | 6:45  |
| 12.    | "I Wanna Hold You"                        | 4:58  |
| 13.    | "It's Only Rock 'n' Roll (But I Like It)" | 4:38  |
| 14.    | "You Got Me Rocking"                      | 3:43  |
| 15.    | "Like A Rolling Stone" (Bob Dylan)        | 5:52  |
| 16.    | "Sympathy For The Devil"                  | 8:40  |
| 17.    | "Tumbling Dice"                           | 5:30  |
| 18.    | "Honky Tonk Women"                        | 4:42  |
| 19.    | "Start Me Up"                             | 4:48  |
| 20.    | "Jumpin' Jack Flash"                      | 7:12  |
| 21.    | "You Can't Always Get What You Want"      | 5:46  |
| 22.    | "Brown Sugar"                             | 7:30  |

## Obsazení
The Rolling Stones
- Mick Jagger - zpěv, kytara, harmonika
- Keith Richards - kytara, zpěv
- Ron Wood - kytara
- Charlie Watts - bicí

Doprovodní hudebníci
- Lisa Fischer - doprovodné vokály, zpěv
- Bernard Fowler - doprovodné vokály, perkuse
- Blondie Chaplin - doprovodné vokály, kytara, perkuse
- Chuck Leavell - klávesy, doprovodné vokály
- Darryl Jones - baskytara, doprovodné vokály
- Bobby Keys - saxofon
- Andy Snitzer - saxofon, klávesy
- Michael Davis - trombon